# Tarence Kinsey
Tarence Anthony Kinsey (Tampa, Florida; 21 de marzo de 1984) es un exjugador de baloncesto estadounidense. Con 1,98 de estatura, jugaba en el puesto de escolta.

## Carrera

### Universidad
Kinsey estuvo jugando 4 años en la Universidad de Carolina del Sur. Su año freshman fue mediocre, promedió 2.1 puntos y unos porcentajes verdaderamente pobres, 36 % en tiro y 37.7 % en tiros libres. En sus temporadas sophomore y junior sus números se fueron a más de 8 puntos por encuentro y sus porcentajes fueron mucho mejores. El salto lo dio en su última temporada, donde estuvo bastante más entonado firmando 15.8 puntos y 45.3 % en tiros. Ayudó a los Gamecocks a alzarse con dos campeonatos NIT consecutivos.

### Profesional
Tarence no fue elegido en el Draft de la NBA de 2006, pero Memphis Grizzlies estuvo ágil a la hora de contratarlo como agente libre. Sus primeros meses en la liga fueron absolutamente testimoniales, pero sus últimos dos le sirvieron para ganarse un nombre en la liga. 9.9 puntos en el mes de marzo y sobre todo los 18.8 puntos, 5 rebotes y 3 asistencias en abril hacen albergar esperanzas de futuro en torno a Kinsey.
Su mejor encuentro fue el último, disputado ante Minnesota Timberwolves, donde se fue hasta los 22 puntos, 9 rebotes, 7 asistencias y 3 robos. Su máximo en anotación fueron 28 puntos, conseguidos ante Golden State Warriors y Denver Nuggets. Estos números le sirvieron para ser nombrado mejor rookie del mes de abril.
El 4 de agosto de 2008 fichó por Cleveland Cavaliers tras haber jugado la campaña anterior en el Fenerbahçe Ülker turco. Al término de la temporada fue despedido.
En 2010 el Efes Pilsen de Turquía llega a un acuerdo con Tarence Kinsey, jugador con pasado NBA (Grizzlies), donde jugó 109 partidos con un promedio de 4.7 puntos por partido,  que ha estado las dos últimas temporadas en las filas de Fenerbahce promediando 5.9 puntos en la TBL, eso sí, mejorando notablemente sus números en Euroliga, donde alcanzó los 8.4 puntos por partido.
El 19 de abril de 2013 ficha por el Club Baloncesto Málaga hasta final de temporada con posibilidad de aumentar el contrato.
En verano de 2013 ficha por el KK Partizan.